# Jonas Ems
Jonas Ems (Hamm, 26 de agosto de 1986) es un deportista alemán que compite en piragüismo en la modalidad de aguas tranquilas. Ganó cuatro medallas en el Campeonato Mundial de Piragüismo entre los años 2005 y 2013, y seis medallas en el Campeonato Europeo de Piragüismo entre los años 2005 y 2013.

## Palmarés internacional
| Campeonato Mundial | Campeonato Mundial          | Campeonato Mundial | Campeonato Mundial |
| Año                | Lugar                       | Medalla            | Competición        |
| ------------------ | --------------------------- | ------------------ | ------------------ |
| 2005               | Zagreb (Croacia)            | Medalla de plata   | K4 200 m           |
| 2007               | Duisburgo (Alemania)        | Medalla de oro     | K1 200 m           |
| 2009               | Dartmouth (Canadá)          | Medalla de plata   | K1 4 × 200 m       |
| 2013               | Duisburgo (Alemania)        | Medalla de bronce  | K2 200 m           |
| Campeonato Europeo |                             |                    |                    |
| Año                | Lugar                       | Medalla            | Competición        |
| 2005               | Poznań (Polonia)            | Medalla de bronce  | K4 200 m           |
| 2007               | Pontevedra (España)         | Medalla de oro     | K1 200 m           |
| 2009               | Brandeburgo (Alemania)      | Medalla de plata   | K1 200 m           |
| 2009               | Brandeburgo (Alemania)      | Medalla de plata   | K1 4 × 200 m       |
| 2012               | Zagreb (Croacia)            | Medalla de plata   | K2 200 m           |
| 2013               | Montemor-o-Velho (Portugal) | Medalla de plata   | K2 200 m           |